# Belka e Strelka

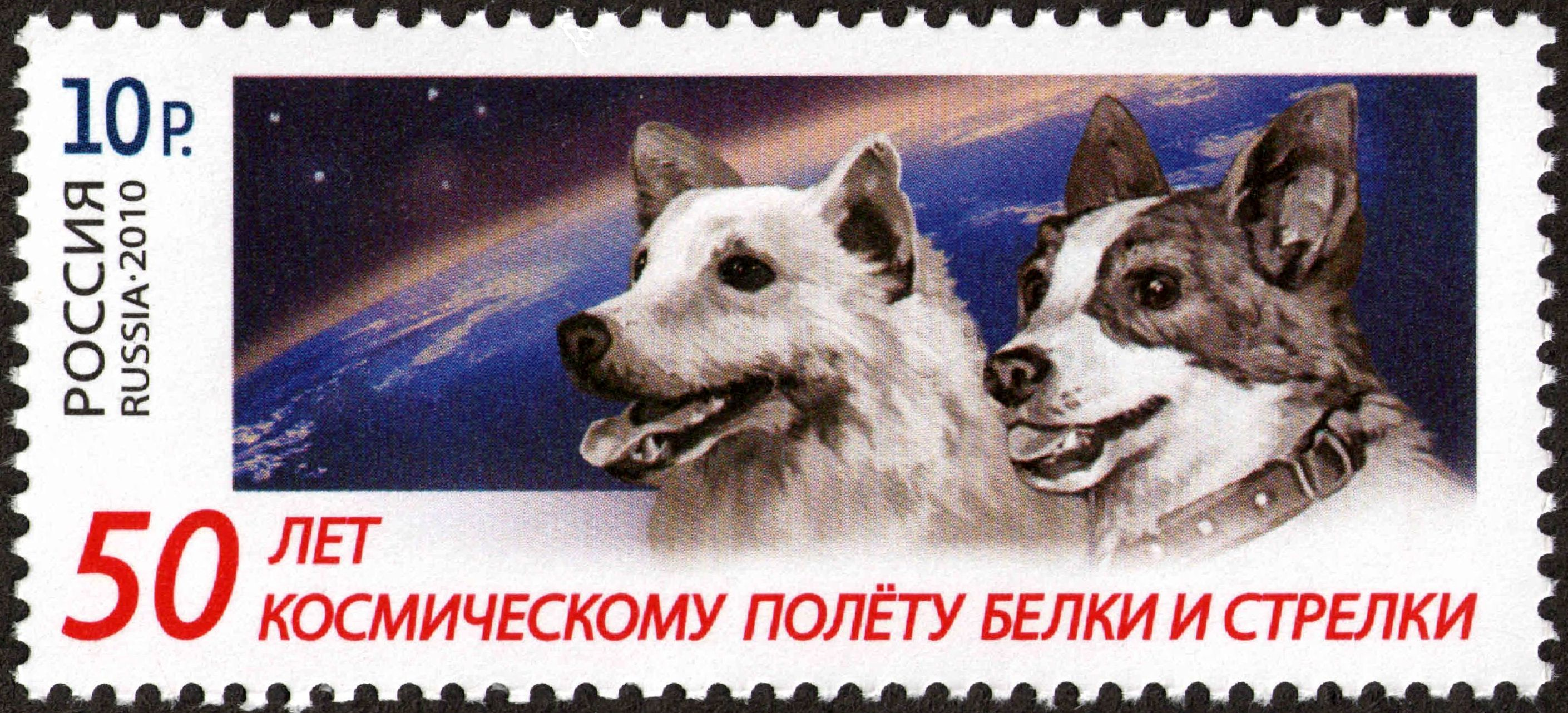
Francobollo russo emesso nel 2010 per commemorare il 50º anniversario del volo di Belka e Strelka

Belka (in russo Белка?, Belka, "Scoiattolo") e Strelka (in russo Стрелка?, Strelka, "Freccia") furono due cagnoline parte del programma spaziale sovietico, celebri per essere i primi animali a tornare sani e salvi sulla  Terra dopo un volo orbitale.

## Storia
Belka e Strelka trascorsero una giornata nello spazio a bordo del Korabl-Sputnik-2 (Sputnik 5) il 19 agosto 1960, orbitando per 18 volte attorno al pianeta, riuscendo infine a tornare sane e salve sulla Terra.
Erano accompagnate da un coniglio grigio, 42 topi, 2 ratti, mosche e un gran numero di piante e di funghi. Tutti gli animali sopravvissero. Erano le prime creature della Terra ad andare in orbita e a ritornare vive.
Strelka in seguito ebbe sei cuccioli con un cane di nome Pušok e parteciparono a numerosi esperimenti spaziali basati a terra; non tornò più nello Spazio. Uno dei suoi cuccioli venne chiamato Pušinka (Пушинка, "Piuma") e venne regalato alla figlia del presidente John Fitzgerald Kennedy da Nikita Chruščëv nel 1961.
Le due cagnette, dopo la loro morte, sono state imbalsamate e conservate nel Museo della cosmonautica a Mosca. Una foto di alcuni cani loro discendenti si trova presso il Museo Zvezda di Mosca.

## Omaggi

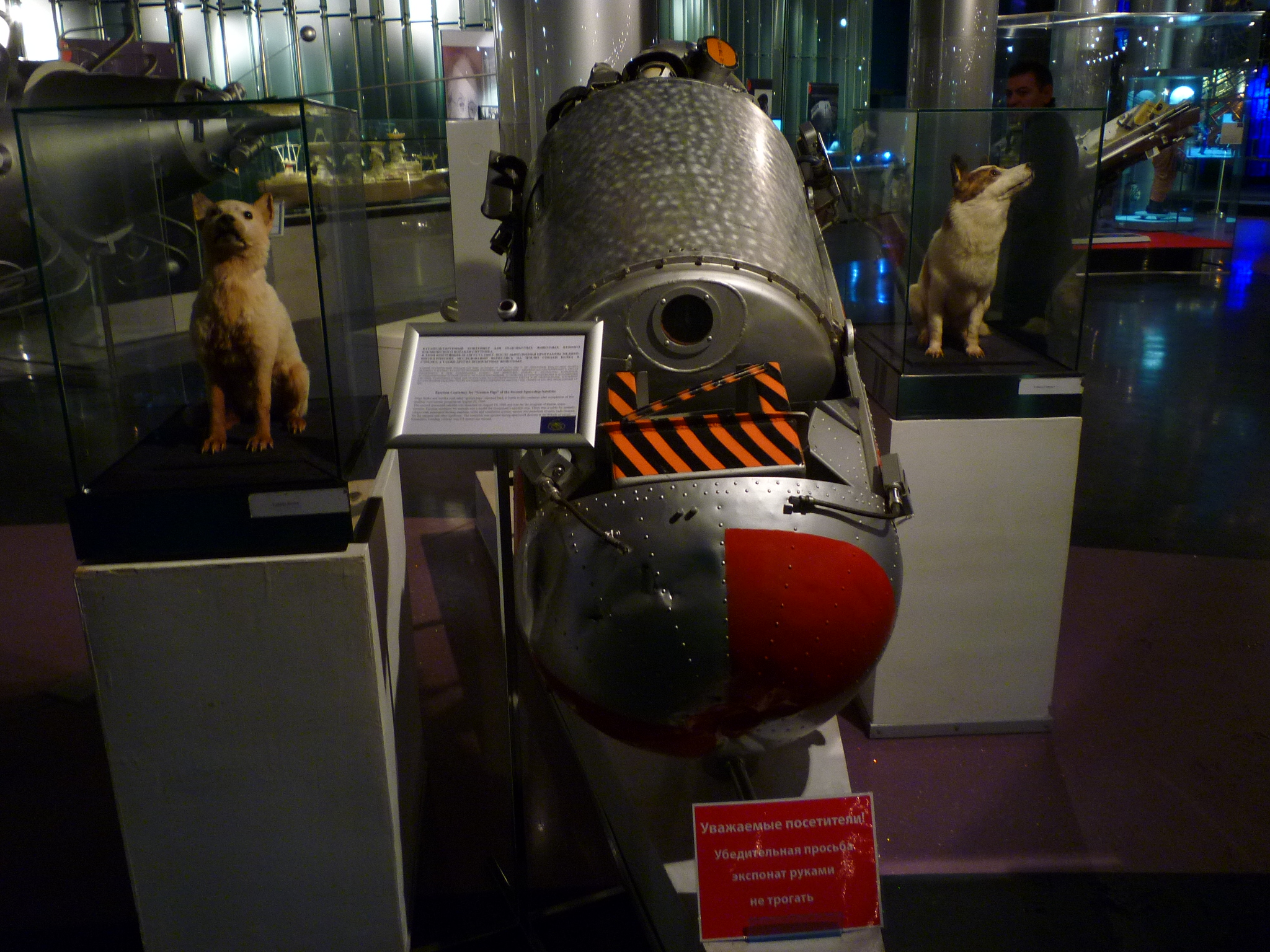
Belka e Strelka nel Museo della cosmonautica

Nel 2011 è uscito un film d'animazione russo intitolato Belka e Strelka (distribuito sul mercato internazionale come Space Dogs).
Un satellite bielorusso, il BelKA, ricorda nel suo acronimo una delle due cagnette.
Colorverse
ha dedicato un inchiostro per stilografica al cane donato a J.F. Kennedy da Nikita Chruščëv.